# Sigismondo Betti
Pour les articles homonymes, voir Betti.
Sigismondo Betti (25 janvier 1700 à Florence - 1783 à Florence) est un peintre florentin du XVIIIe siècle connu pour ses fresques et ses pastels.

## Biographie
Il fut élève de Matteo Bonechi. 

## Œuvres
- Saint François de Paule ravi au ciel par les anges, fresque ;
- Vierge dans une gloire, entre saint Paul et sainte Catherine ;
- Présentation de Jésus-Christ au Temple.
- Jésus au Tribunal d'Anne, Mont Sacré de Varallo,